# Larry O'Brien Championship Trophy
Il Larry O'Brien Championship Trophy è il trofeo consegnato dalla NBA alla squadra vincitrice delle NBA Finals, alla fine di ogni stagione.

## Storia
Fu creato per le NBA Finals 1977 (vinte dai Portland Trail Blazers) e sostituì il precedente Walter A. Brown Trophy che, come la Stanley Cup di hockey su ghiaccio, veniva tenuto un solo anno dai vincitori, per essere riassegnato alle Finals seguenti. Nel 1984 prese il nome attuale in onore del commissioner NBA Larry O'Brien.
Il trofeo mantenne il nome "Walter A. Brown Trophy" fino al 1983, per poi essere denominato "Larry O'Brien Championship Trophy".

## Descrizione
Il trofeo, alto poco più di 61 centimetri, pesa 6.57 kg ed è realizzato con una combinazione di argento sterling, vermeil ed oro a 24 carati. Nelle forme, ricorda un pallone da basket che entra in un canestro (il cui diametro è di circa 23 cm). È realizzato dalla Tiffany & Co. Silver Shop, la quale ne ricrea annualmente una copia fedele per i futuri vincitori del campionato nazionale di pallacanestro. Il valore complessivo dell'opera raggiunge i 13500 $. Il nome della squadra vincente - assieme all'anno del successo - viene inciso sul supporto inferiore, dove sono inoltre presenti la scritta «The Larry O'Brien Trophy» ed il logo della NBA.
Nel 2022, la stessa azienda produttrice - con l'aiuto dell'artista Victor Solomon - ha ridefinito il look del trofeo, rendendolo più moderno.

## Franchigie vincitrici del trofeo
| Franchigia             | Numero trofei | Anno                                                             |
| ---------------------- | ------------- | ---------------------------------------------------------------- |
| Los Angeles Lakers     | 11            | 1980, 1982, 1985, 1987, 1988, 2000, 2001, 2002, 2009, 2010, 2020 |
| Chicago Bulls          | 6             | 1991, 1992, 1993, 1996, 1997, 1998                               |
| San Antonio Spurs      | 5             | 1999, 2003, 2005, 2007, 2014                                     |
| Boston Celtics         | 5             | 1981, 1984, 1986, 2008, 2024                                     |
| Golden State Warriors  | 4             | 2015, 2017, 2018, 2022                                           |
| Detroit Pistons        | 3             | 1989, 1990, 2004                                                 |
| Miami Heat             | 3             | 2006, 2012, 2013                                                 |
| Milwaukee Bucks        | 2             | 1971, 2021                                                       |
| Houston Rockets        | 2             | 1994, 1995                                                       |
| Cleveland Cavaliers    | 1             | 2016                                                             |
| Dallas Mavericks       | 1             | 2011                                                             |
| Denver Nuggets         | 1             | 2023                                                             |
| Philadelphia 76ers     | 1             | 1983                                                             |
| Portland Trail Blazers | 1             | 1977                                                             |
| Seattle SuperSonics    | 1             | 1979                                                             |
| Toronto Raptors        | 1             | 2019                                                             |
| Washington Bullets     | 1             | 1978                                                             |